# UCI Àsia Tour 2021
L'UCI Àsia Tour 2021 és la dissetena edició de l'UCI Àsia Tour, un dels cinc circuits continentals de ciclisme de la Unió Ciclista Internacional. Inicialment estava format per una quinzena de proves, organitzades e l'1 d'abril de 2021 al 17 d'octubre de 2021 a Àsia, però la pandèmia de COVID-19 obligà a suspendre la major part de les curses i finalment sols se'n disputaren tres.

## Evolució del calendari

### Maig
| Data  | Cursa         | País | Cat. | Vencedor        | Equip                        | Ref. |
| ----- | ------------- | ---- | ---- | --------------- | ---------------------------- | ---- |
| 28-30 | Tour del Japó | Japó | 2.1  | Nariyuki Masuda | Yowamushi Pedal Cycling Team |      |

### Juliol
| Data | Cursa                 | País     | Cat. | Vencedor      | Equip                        | Ref. |
| ---- | --------------------- | -------- | ---- | ------------- | ---------------------------- | ---- |
| 29-3 | Tour del llac Qinghai | Malàisia | 2.2  | Zhishan Zhang | Tianyoude Hotel Cycling Team |      |

### Octubre
| Data | Cursa              | País | Cat. | Vencedor          | Equip           | Ref. |
| ---- | ------------------ | ---- | ---- | ----------------- | --------------- | ---- |
| 10   | Oita Urban Classic | Japó | 1.2  | Francisco Mancebo | Matrix Powertag |      |

## Classificacions
- Nota: classificacions definitives a 31 d'octubre.[2][3]

| #  | Ciclista              | Equip                   | Punts |
| -- | --------------------- | ----------------------- | ----- |
| 1  | Alexey Lutsenko       | Astana-Premier Tech     | 1230  |
| 2  | Nariyuki Masuda       | Utsunomiya Blitzen      | 174   |
| 3  | Jambaljamts Sainbayar | Terengganu Cycling Team | 158   |
| 4  | Masaki Yamamoto       | Kinan Cycling Team      | 136   |
| 5  | Yevgeniy Fedorov*     | Astana-Premier Tech     | 123   |
| 6  | Vadim Pronskiy        | Astana-Premier Tech     | 106   |
| 7  | Keigo Kusaba          | Aisan Racing Team       | 100   |
| 8  | Yevgeniy Gidich       | Astana-Premier Tech     | 90    |
| 9  | Hideto Nakane         | EF Education-Nippo      | 83    |
| 10 | Saeid Safarzadeh      |                         | 80    |

| #  | Equip                             | Pts.   |
| -- | --------------------------------- | ------ |
| 1  | Terengganu Cycling Team           | 856.67 |
| 2  | Vino-Astana Motors                | 232    |
| 3  | Kuwait Pro Cycling Team           | 230.33 |
| 4  | Utsunomiya Blitzen                | 185    |
| 5  | Kinan Cycling Team                | 177    |
| 6  | Thailand Continental Cycling Team | 165    |
| 7  | Aisan Racing Team                 | 133    |
| 8  | Tianyoude Hotel Cycling Team      | 121    |
| 9  | Team Sapura Cycling               | 110    |
| 10 | Matrix-Powertag                   | 87     |

| #  | País           | Pts.    |
| -- | -------------- | ------- |
| 1  | Kazakhstan     | 1818.71 |
| 2  | Japó           | 698     |
| 3  | Mongòlia       | 368     |
| 4  | Oman           | 239     |
| 5  | Tailàndia      | 233     |
| 6  | Uzbekistan     | 226     |
| 7  | Indonèsia      | 213     |
| 8  | Aràbia Saudita | 210     |
| 9  | Iran           | 193     |
| 10 | Qatar          | 191     |

| #    | País            | Pts. |
| ---- | --------------- | ---- |
| 1    | Kazakhstan      | 307  |
| 2    | Oman            | 189  |
| 3    | Japó            | 178  |
| 4    | Uzbekistan      | 125  |
| 5    | Tailàndia       | 94   |
| 6    | Aràbia Saudita  | 81   |
| \| 7 | Indonèsia       | 58   |
| \| 7 | Mongòlia        | 58   |
| \| 7 | Singapur        | 58   |
| 10   | R.P. de la Xina | 46   |